# Attheyella minuta
Attheyella minuta är en kräftdjursart som beskrevs av Claude Chappuis 1931. Attheyella minuta ingår i släktet Attheyella och familjen Canthocamptidae. Inga underarter finns listade i Catalogue of Life.